# Дискриминация към хора с увреждания
Дискриминацията към хора с увреждания е неравноправното третиране и социални предразсъдъци срещу хора с физически или умствени увреждания. Явлението характеризира хората като определени от своите увреждания и също така класифицира хората с увреждания като хора, които са по-низши от хората без увреждания.  На тази основа на хората се приписват или отказват определени възприемани способности, умения или ориентация на характера.
В България има движения за заменянето на думи като „идвалид“ или „човек с увреждания“ с изрази или изцяло нови думи, които описват по-точно тези състояния. Добър пример за това е изразът „хора с различни и ограничени способности“, предложен от колектива „Библиофем“ през 2023.
Съществуват стереотипи, които или са свързани с уврежданията, като цяло, или са свързани със специфични увреждания или хронични здравословни състояния (например вярването, че всички хора с увреждания искат да бъдат излекувани, предразсъдъкът, че ползвателите на инвалидни колички също имат интелектуално увреждане, или убеждението, че слепите хора имат някаква специална форма на прозрение). Тези стереотипи от своя страна служат като оправдание за дискриминационни практики и засилват дискриминационните нагласи и поведения спрямо хората с увреждания. Поставянето на етикети засяга хората, когато ограничава възможностите им за действие или променя самоличността им. 
В обществата, които проявяват дискриминация към хора с увреждания, животът на „инвалидите“ се счита за по-малко „приятен“ за живеене или самите хора с увреждания са по-малко ценни, дори понякога заменими.
Неравноправното отношение може да бъде разбрано допълнително чрез четене на литература, която е написана и публикувана от хора с различни и ограничени способности и които изпитват дискриминацята от първа ръка. Изследванията на хората с увреждания са академична дисциплина, която също е от полза, когато хората без увреждания се занимават с тях, за да придобият по-добро разбиране на способността.

## История

### Канада
Дискриминацията към хората с различни и ограничени способности в Канада се отнася до набор от дискусии, поведения и структури, които изразяват чувства на безпокойство, страх, враждебност и антипатия към хората с увреждания в Канада.
Специфичните видове дискриминация, които са възникнали или все още се срещат в Канада, включват невъзможността за достъп до важни съоръжения като инфраструктура в рамките на транспортната мрежа, ограничителни имиграционни политики, принудителна стерилизация, за да се попречи на хората с увреждания да имат потомство, препятствия пред възможностите за работа, заплати, които са недостатъчни за поддържане на минимален стандарт на живот, и институционализиране на хората с увреждания при нестандартни условия. 
Мерките за строги икономии, прилагани от правителството на Канада, също понякога са били наричани дискриминационни, като например съкращения на финансиране, които излагат хората с увреждания на риск да живеят в злоупотреби. 

### Нацистка Германия
През юли 1933 г. Хитлер, заедно с нацисткото правителство, прилага Закона за предотвратяване на потомството с наследствени заболявания. По същество този закон въвежда практики за стерилизация за всички хора, които имат това, което се счита за „наследствени увреждания“. Увреждания като психични заболявания, слепота и глухота например се считали за наследствени, поради което хората с тези увреждания бивали стерилизирани. Законът също създал пропаганда срещу хората с увреждания; те били показвани като маловажни за развитието на арийската раса. 
През 1939 г. Хитлер подписва тайния указ за програмата за евтаназия Aktion T4, който разрешава умъртвяването на избрани пациенти, диагностицирани с хронични неврологични и психиатрични разстройства. Тази програма убива около 70 000 души с увреждания, преди да бъде официално прекратена от Хитлер през 1941 г. поради обществен натиск. Въпреки това тя бива продължена неофициално далеч от общественото внимание, убивайки общо 200 000 или повече до края на управлението на Хитлер през 1945 г. 

### Великобритания
В Обединеното кралство дискриминацията на базата на увреждания става незаконна в резултат на Закона за дискриминацията на лицата с увреждания от 1995 г. и Закона за дискриминацията на лицата с увреждания от 2005 г. По-късно те биват заменени от Закона за равенството от 2010 г. Този закон едновременно защитава от множество области на дискриминационно поведение – различни и ограничени способности, раса, религия и убеждения, пол, сексуална ориентация, полова идентичност, възраст и бременност – така наречените „защитени характеристики“. 
Съгласно Закона за равенството от 2010 г. има забрани, насочени към няколко форми на дискриминация, включително пряка дискриминация (раздел 13), непряка дискриминация (раздел 6, раздел 19), тормоз (раздел 26), виктимизация (раздел 27), дискриминация, произтичаща от ограничени способности (т. 15), и невъзможност да се направят разумни корекции (т. 20). 
Част 2, глава 1, раздел 6 от Закона за равенството от 2010 г. гласи: „Лице (P) има увреждане, ако (a) P има физическо или умствено увреждане и (b) увреждането има значително и дългосрочно неблагоприятен ефект върху способността на P да извършва нормални ежедневни дейности“. 

### Съединени щати
Подобно на много малцинствени групи, американците с различни и ограничени способности често са били сегрегирани и са им отказвани определени права през по-голямата част от американската история. През 1800 г. се извършва промяна от религиозен възглед към по-научен възглед и води до това повече хора с увреждания да бъдат изследвани. Обществената стигма започва да се променя след Втората световна война, когато много американци се връщат у дома с увреждания. През 60-те години на XX век, след движението за граждански права в страната, светът започва движението за правата на хората с увреждания. Целта на движението е да даде на всички хора с увреждания равни права и възможности. До 70-те години дискриминацията на хора в неравностойно положение в Съединените щати често е била кодифицирана в закон. Например в много юрисдикции така наречените „грозни закони“ забраняват на хората да се появяват публично, ако имат заболявания или обезобразявания, които се считат за грозни. 

### Конвенция на ООН за правата на хората с увреждания
През май 2012 г. е проведена Конвенцията на ООН за правата на хората с увреждания. Документът определя дискриминацията на базата на увреждане, включително при наемане на работа, като недопустима . Освен това с промените се създава и правна основа за значително разширяване на възможностите за защита на правата на хората с увреждания, включително в административното производство и в съда. Законът определя конкретни задължения, които всички собственици на обекти и доставчици на услуги трябва да изпълняват, за да създадат условия за хората с увреждания, равни с тези на останалите. 

## Здравеопазване
Проблемът се среща в много различни подразделения на здравеопазването, независимо дали това е в затворите, правната или политическата страна на здравеопазването или клиничните условия.

## Медия
Тези често срещани начини за обвиняване на уврежданията са силно критикувани, че са дехуманизиращи и че не отдават значение на перспективите на хората с увреждания.

### Злодеят с увреждания
Една често срещана форма на медийно изобразяване на увреждане е изобразяването на злодеи с умствено или физическо увреждане. Линдзи Роу-Хейвелд отбелязва, например, „че злодейските пирати са мършави, изсъхнали и неизбежно екипирани с крак, превръзка на окото или кука вместо ръка, докато героичните и протагонистични пирати изглеждат като Джак Спароу на Джони Деп“. Увреждането на злодея има за цел да го отдалечи от обикновения зрител. В резултат на това се формира стигма около увреждането и хората, които живеят с него.
Има много случаи в литературата, където антагонистът е изобразен като човек с увреждане или психично заболяване. Някои често срещани примери включват Капитан Хук, Дарт Вейдър и Жокера. Капитан Хук е известен с това, че има кука вместо ръка и иска да си отмъсти на Питър Пан за изгубения крайник. Ситуацията на Дарт Вейдър е уникална, защото Люк Скайуокър също е инвалид. Обаче протезната ръка на Люк изглежда реалистична, докато Дарт Вейдър изглежда като робот и лишен от емоции, защото външният му вид не прилича на човек и отнема идеята за присъствие на човешки емоции. Жокера е злодей с психично заболяване и пример за типичното свързване на психично заболяване с насилие. 

### Герой, на когото се съчувства
В много видове медия, като филми и статии, човекът с увреждания се представя като герой, който се възприема като неспособен, различен и „изгнаник“. Аспектът на съжалението се засилва чрез сюжетните линии на медиите, които се фокусират върху слабите страни на индивида, а не върху силните и следователно оставят на публиката негативно и дискриминационно изображение на увреждането.

### Превъзмогване на ситуацията
Има разкази за хора с очевидно увреждане, които са в състояние да „превъзмогнат“ физическите си различия и да се докажат пред света. Eliminating Ableism in Education на професор Томас Хехир разказва историята на сляп човек, който изкачва връх Еверест, Ерик Вайхенмайер. 
Параолимпийските игри са друг пример за този стереотип, тъй като привличат много медийно внимание и демонстрират хора с увреждания, извършващи физически напрягащи задачи. Въпреки че това може да изглежда на пръв поглед вдъхновяващо, Хехир обяснява, че много хора с увреждания гледат на тези новини и събития като на поставящи нереалистични очаквания. Освен това той споменава, че тези истории залагат идеята, че хората с увреждания са длъжни да изпълняват тези впечатляващи подвизи, за да бъдат възприемани като равни и да избегнат съжалението на хората без увреждания. 
Ученият Алисън Кафер описва как тези разкази засилват проблематичната идея, че уврежданията могат да бъдат преодолени чрез упорит труд от страна на на индивида, за разлика от други теории, които разбират „уврежданията“ като резултат от свят, който не е проектиран да бъде достъпен за всички хора. 

## Спорт
Спортът също е обществена област, в която дискриминацията на хора с увреждания е очевиден и прекалено често срещан феномен. Когато в медиите се обсъждат спортисти с увреждания, често се акцентира върху рехабилитацията им и пътя им към възстановяването, което в същността си е негативно мнение за увреждането. Пример за това е Оскар Писториус, който е южноафрикански бегач, състезавал на Параолимпийските игри през 2004, 2008 и 2012 г. и на Олимпийските игри през 2012 г. в Лондон. Писториус е първият атлет с двойна ампутация, участвал в Олимпийските игри. Докато медийното отразяване по време на Параолимпийските игри се фокусира върху вдъхновението и състезаването по време на участието му, то след това то рязко се мести към въпроса дали протезните му крака не му дават предимство пред останалите бегачи.

## Видове
Много често околните се отнасят към хората с увреждания добре, но като към дете (инфантилизация), вместо да ги смятат за пълнолетни и пълнопрвавни възрастни. Примерите включват пренебрегване на увреждания, незачитане на житейския опит на лицето с увреждания, микроагресия, незачитане на мнението на лицето с увреждания при вземане на важни решения, нахлуване в личния живот или личното пространство, принудителни коригиращи мерки, нежелана помощ, неизслушване на лицето с увреждания и т.н. Доставчиците на здравни услуги също могат да бъдат дискриминативни, решенията, определени от медицинските институции и лицата, които полагат грижи, могат да попречат на упражняването на права от пациенти с увреждания като автономия и вземане на решения. Медицинският модел на уврежданията може да се използва за оправдаване на медицинското състояние.
Възможно е лице с увреждания също да дискриминира себе си и други хора с увреждания, като поддържа възгледа, че увреждането е нещо, от което трябва да се срамува или нещо, което да крие, или като отказва достъп или подкрепа. Дискриминация е и когато обществото не успява да осигури инфраструктура за достъп: рампи, инвалидни колички, оборудване за специално обучение и други.

## Причини
Дискриминацията може да има еволюционен и екзистенциален произход (страх от заразяване, страх от смъртта). Може също да се корени и в системи от вярвания (социален дарвинизъм, меритокрация), езикови особености (като „страдане“ от увреждане) или несъзнателни пристрастия.

## Допълнителна информация
- Adams, Rachel, Reiss, Benjamin, Serlin, David. Keywords for Disability Studies.   NYU Press, 2015. ISBN 978-1-4798-4115-8.
- Amundson, Ron и др. Our Lives and Ideologies: The Effects of Life Experience on the Perceived Morality of the Policy of Physician-Assisted Suicide //  Journal of Policy Studies 16 (1).   2005. DOI:10.1177/10442073050160010801. с. 53–57.  Архивиран от оригинала на 2010-12-28.
- Campbell, Fiona A. Kumari. Inciting Legal Fictions: Disability's Date with Ontology and the Ableist Body of the Law //  Griffith Law Review 10 (1).   2001. с. 42–62.  Архивиран от оригинала на 2019-04-12.
- Campbell, Fiona A. Kumari. Refusing Able(ness): A Preliminary Conversation about Ableism //  M/C Journal 11 (3).   2008. DOI:10.5204/mcj.46.
- Campbell, Fiona A. Kumari. Contours of Ableism: The Production of Disability and Abledness.   Palgrave Macmillan, 2009. ISBN 978-0-230-57928-6.
- Chouinard, Vera. Making Space for Disabling Difference: Challenges Ableist Geographies //  Environment and Planning D: Society and Space 15.   1997. DOI:10.1068/d150379. с. 379–387.
- Clear, Mike. The "Normal" and the Monstrous in Disability Research //  Disability & Society 14 (4).   Taylor & Francis, 1999. DOI:10.1080/09687599926055. OCLC 808984972. с. 435–448.
- Fandrey, Walter: Krüppel, Idioten, Irre: zur Sozialgeschichte behinderter Menschen in Deutschland (Cripples, idiots, madmen: the social history of disabled people in Germany) (in German) ISBN 978-3-925344-71-8
- Griffin, Pat. Ableism Curriculum Design //  Teaching for diversity and social justice. 2nd. Т. 1.   New York, Taylor & Francis, 2007. ISBN 978-0-415-95199-9. OCLC 982668098. с. 335.
- Hehir, Thomas. Eliminating Ableism in Education //  Special education for a new century. Т. 41.   Harvard Educational Review, 2005. ISBN 978-0-916690-44-1. OCLC 59553489. с. 10.
- Iwasaki, Yoshitaka и др. Ubiquitous Yet Unique: Perspectives of People with Disabilities on Stress //  Rehabilitation Counseling Bulletin 48 (4).   2005. DOI:10.1177/00343552050480040101. с. 194–208.
- Marshak, Laura E., Dandeneau, Claire J., Prezant, Fran P. The School Counselor's Guide to Helping Students with Disabilities.   John Wiley and Sons, 2009. ISBN 978-0-470-17579-8.
- Schweik, Susan. (2009). The Ugly Laws: Disability in Public (History of Disability). NYU Press. OCLC 844342243 {{{name}}} архивиран в JSTOR ISBN 9780814740576
- Shaver, James P. (1981). Handicapism and Equal Opportunity: Teaching About the Disabled in Social Studies. Library of Congress Card Catalog Number 80-70737 ERIC Number: ED202185 ISBN 978-0-939068-01-2